# Kanton Beauvais-1
Der Kanton Beauvais-1 ist der mit der Kantonsreform 2015 gebildete 1. Wahlkreis des Départements Oise und gehört zum Arrondissement Beauvais. 

## Gemeinden
Der Kanton besteht aus acht Gemeinden und Gemeindeteilen mit insgesamt 40.112 Einwohnern (Stand: 1. Januar 2022) auf einer Gesamtfläche von 82,13 km²:
| Gemeinde                  | Einwohner 1. Januar 2022 | Fläche km² | Dichte Einw./km² | Code INSEE | Postleitzahl |
| ------------------------- | ------------------------ | ---------- | ---------------- | ---------- | ------------ |
| Beauvais                  | 34.848                   | 22,54      | 1.546            | 60057      | 60000        |
| Fouquenies                | 405                      | 6,35       | 64               | 60250      | 60000        |
| Herchies                  | 588                      | 4,41       | 133              | 60310      | 60112        |
| Le Mont-Saint-Adrien      | 648                      | 7,74       | 84               | 60428      | 60650        |
| Milly-sur-Thérain         | 1.878                    | 19,57      | 96               | 60403      | 60112        |
| Pierrefitte-en-Beauvaisis | 365                      | 5,67       | 64               | 60490      | 60112        |
| Saint-Germain-la-Poterie  | 454                      | 6,02       | 75               | 60576      | 60650        |
| Savignies                 | 926                      | 9,83       | 94               | 60609      | 60650        |
| Kanton Beauvais-1         | 40.112                   | 82,13      | 488              | 6001       | –            |

1. ↑   Nur der nördliche Teil der Gemeinde, der Rest gehört zum Kanton Beauvais-2.